# Western Downs
Western Downs är en kommun (local government area) i Australien. Den ligger i delstaten Queensland, omkring 270 kilometer väster om delstatshuvudstaden Brisbane. Antalet invånare är 33 494.
Följande samhällen finns i Western Downs:
- Dalby
- Chinchilla
- Westcourt
- Jandowae
- Wandoan
- Wieambilla
- Weranga
- The Gums

I omgivningarna runt Western Downs växer huvudsakligen savannskog. Trakten runt Western Downs är nära nog obefolkad, med mindre än två invånare per kvadratkilometer. Genomsnittlig årsnederbörd är 747 millimeter. Den regnigaste månaden är januari, med i genomsnitt 158 mm nederbörd, och den torraste är augusti, med 13 mm nederbörd.